# Allophylus grandifolius
Allophylus grandifolius là một loài thực vật có hoa trong họ Bồ hòn. Loài này được (Baker) Radlk. mô tả khoa học đầu tiên năm 1895.